# Tambidi
Tambidi är en ort i Burkina Faso.   Den ligger i provinsen Gnagna Province och regionen Est, i den centrala delen av landet, 170 km nordost om huvudstaden Ouagadougou. Tambidi ligger 272 meter över havet och antalet invånare är 895.
Terrängen runt Tambidi är platt. Runt Tambidi är det ganska tätbefolkat, med 134 invånare per kvadratkilometer.. Närmaste större samhälle är Siédougou, 2,6 km nordost om Tambidi.
Trakten runt Tambidi består i huvudsak av gräsmarker.